# Tropical Islands
Tropical Islands es un centro de ocio y parque de atracciones de temática tropical de Alemania. Se encuentra dentro de un antiguo hangar de la extinta compañía Cargolifter AG, que es la mayor nave del mundo, y está situado a 60 km al sur del centro y a unos 35 km del término municipal de Berlín. La sala autoportante más grande del mundo tiene 360 metros de largo, 210 metros de ancho, 107 metros de alto y tiene un volumen de 5,5 millones de metros cúbicos.
Está al oeste de Krausnick, en la salida Staakow de la autopista A 13. Tiene capacidad para albergar a 6000 visitantes diarios. En su primer año fue visitado por 975.000 personas. Tropical Islands emplea a aproximadamente 500 trabajadores. Según el informe anual de Tanjong, entre febrero de 2004 y febrero del año siguiente lo visitaron 155.000 personas. Tropical Islands ha sido operado por Parques Reunidos de España desde enero de 2019 y recibió 1,3 millones de visitantes.

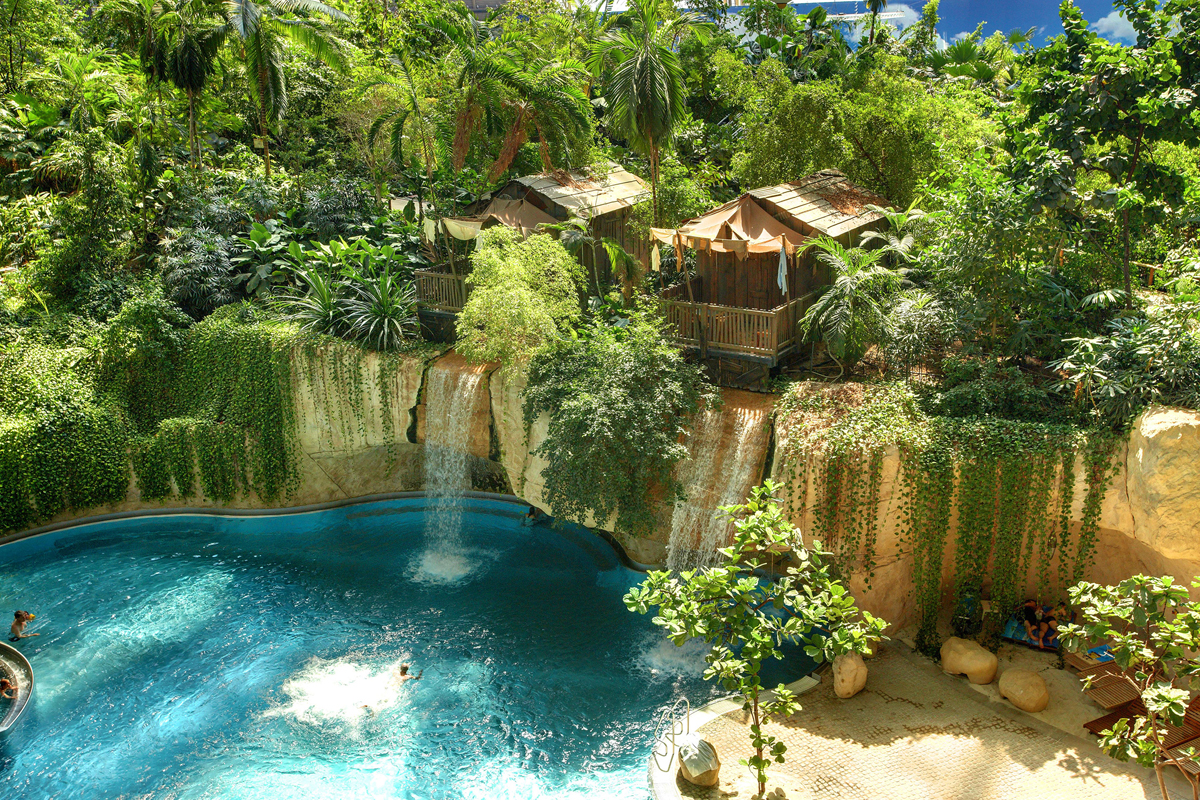
Cascada en Tropical Islands